# Томаш Дошек
Томаш Дошек (чеськ. Tomáš Došek, нар. 12 вересня 1978, Карлові Вари) — чеський футболіст, що грав на позиції нападника. Відомий за виступами в низці чеських і закордонних клубів, зокрема за клуб «Славія», у складі якого був дворазовим володар Кубка Чехії, а також «Рапід» (Відень), у складі якого став чемпіоном Австрії, а також у складі національної збірної Чехії. Брат-близнюк іншого чеського футболіста Лукаша Дошека.

## Клубна кар'єра
Томаш Дошек народився 1978 року в місті Карлові Вари, та є вихованцем футбольної школи клубу «Вікторія» (Пльзень). У дорослому футболі дебютував 1996 року виступами у складі команди «Вікторія» (Пльзень), у складі якої грав до 1999 року, за виключенням річної оренди в клубі «Пржештіце».
У 1999 році Томаш Дошек перейшов до клубу «Славія», у складі якої грав до 2005 року, та став одним з основних гравців атакувальної ланки команди. За цей час у складі команди футболіст виборов титул володаря Кубка Чехії.
У 2004 році футболіст перейшов до складу австрійської команди «Рапід» (Відень), у складі якої став чемпіоном Австрії. З 2006 до 2007 року чеський нападник грав у складі польського клубу «Вісла» (Плоцьк), після чого з 2007 до 2011 року грав уже на батьківщині у складі клубу «Збройовка».
У 2012—2018 роках Томаш Дошек грав у складі нижчолігових чеських клубів «Славой» (Коловеч) і «Слован» (Глоговець), після чого завершив виступи на футбольних полях.

## Виступи за збірні
У 1997 році Томаш Дошек грав у складі юнацької збірної Чехії, за яку зіграв 1 гру.
Протягом 1998—2000 років футболіст залучався до складу молодіжної збірної Чехії. На молодіжному рівні зіграв у 23 офіційних матчах, зокрема брав участь у молодіжному чемпіонаті Європи 2000 року.
1998 року Томаш Дошек захищав кольори олімпійської збірної Чехії, У складі цієї команди провів 3 матчі.
2002 року дебютував в офіційних матчах у складі національної збірної Чехії, проте протягом 2002—2003 років зіграв у її складі лише 3 матчі, в яких забитими м'ячами не відзначився.

## Титули і досягнення

### Командні
- Володар Кубка Чехії (1):

«Славія»: 2001–2002
- Чемпіон Австрії (1):

«Рапід» (Відень): 2004–2005

### Особисті
1998 — кращий молодий гравець Чехії